# Educación sexual en Honduras
La Educación sexual es la enseñanza que permite a los jóvenes adquirir conocimiento sobre su propia sexualidad y prácticas sexuales. En muchos países hispanos, entre ellos Honduras, se observa el tema de la sexualidad como un tabú a lo largo de los años. Además, muchos grupos conservadores y religiosos han intervenido y contribuido con la censura de la educación sexual en el país.

## Edad de consentimiento en Honduras

Edades de consentimiento sexual en Centro América

En Honduras, la ley no regula en forma explícita una edad de consentimiento para las relaciones sexuales, pero al hacer una analogía con otras legislaciones, se considera que la edad de consentimiento en Honduras es de 15 años. Sin embargo, se considera delito de estupro cuando se mantienen relaciones sexuales con una mujer de entre 15 y 17 años de edad haciendo uso de la confianza, jerarquía o autoridad. La ley no contempla el delito de estupro en el caso de los varones. Las relaciones sexuales con personas menores de 15 años son consideradas delitos de abuso sexual infantil, los cuales se constituyen también como delitos de estupro.

## Evolución de la educación sexual en Honduras
La educación sexual en décadas pasadas ha sido un tema tabú desde la independencia del país, y se ha observado el tema de la sexualidad como algo negativo o prohibido, teniendo así los hondureños una pobre o nula educación sexual en la escuela. Además, a pesar de que Honduras es un país laico y en el que se brinda una educación laica, muchos grupos conservadores y religiosos han intervenido y contribuido a la censura de la educación sexual en el país. La educación sexual familiar es prácticamente nula, por lo que los padres suelen relegar estos temas a las escuelas; aun así, según la Unicef, muchos niños comienzan sus actividades sexuales entre los 12 y 13 años de edad.
A través del decreto 147-99 del Congreso Nacional, se establece la Ley Especial sobre VIH/SIDA. En el artículo 14 de esta ley, se instituye para todas las escuelas, institutos, colegios, universidades y centros de educación superior, tanto públicos como privados la impartición de la educación y ética sexual. En 2003, en cumplimiento a la disposición de la ley, fueron distribuidas guías para maestros de educación secundaria, cuyo uso fue posteriormente prohibido por el Ministerio de Educación. En 2005, se inició un segundo esfuerzo con guías para docentes de educación pre básica y básica, con el apoyo de organismos de la ONU. En 2006, desde el Congreso Nacional. se mocionó en contra de la aplicación de las guías.
En 2013, el Estado aprobó la Primera Política Pública en Derechos Humanos y Plan Nacional en Acción en Derechos Humanos, que establece un capítulo con propuestas y acciones concretas para avanzar en el acceso al ejercicio de los derechos sexuales y derechos reproductivos de las mujeres. De igual manera, la Política Nacional de Salud Sexual y Reproductiva, reconoce los derechos sexuales y derechos reproductivos. En el mismo año, el programa de educación reproductiva fue incluido en los planes de estudio de dos mil centros educativos, permitiendo que alrededor de 30 mil niños recibieran educación sexual.

## Derechos reproductivos en Honduras
Los derechos reproductivos son aquellos que buscan proteger la libertad y autonomía de todas las personas para decidir con responsabilidad si tener hijos o no, cuántos, en qué momento y con quién. Desde 1983, la Secretaría de Salud creó el Programa de Planificación de Familia, el cual ha tenido cambios en el transcurso de los años, aunque en todos los casos, siempre ha promovido la planificación familiar mediante el uso de métodos anticonceptivos por parte de las mujeres. Muy poco se ha promovido la esterilización quirúrgica masculina y el uso del preservativo o condón. Este último es promovido fundamentalmente por el Programa de Infecciones de Transmisión Sexual (ETS) y SIDA de la misma Secretaría de Salud, pero con muy poca coordinación entre este y el Programa de Planificación Familiar. La mayor coordinación de este Programa se da con una organización no gubernamental, la Asociación Hondureña de Planificación Familiar, ASHONPLAFA, filial de IPPF en Honduras, quién provee de algunos de los métodos anticonceptivos a la Secretaría de Salud.
Los derechos reproductivos dan la capacidad a todas las personas de decidir y determinar su vida reproductiva. Los derechos reproductivos, al igual que los derechos humanos, son inalienables y no están sujetos a discriminación por género, edad o naturaleza étnica.

## Aborto
Todas las formas de aborto inducido siguen siendo actos duramente sancionados por el Código Penal de Honduras, tanto para la mujer que se lo practique o que permita que otra colabora con ella, así como para el médico o cualquier otro profesional de la medicina que colabore en el hecho. En el Código Penal el aborto se define como la muerte de un ser humano durante el embarazo o al momento del parto y cuando este es intencional constituye delito contra la vida, por tanto la acción es pública. Por su parte, el Código de la Niñez y la Adolescencia, también llama ser humano al producto desde en momento de su concepción.
Desde 2014 Honduras es el único país en Latinoamérica y el Caribe en el que se prohíbe el uso, la distribución y la comercialización de la píldora anticonceptiva de emergencia, conocida como PAE o Píldora del día después.

## Embarazo adolescente
Honduras tiene una tasa de embarazo adolescente de 114 por cada mil habitantes, una de las más altas de Latinoamérica, solo superadas por Nicaragua y Brasil. En el país la Secretaría de Salud ejecuta desde 1995 el programa de la Clínica de Atención para Adolescentes Embarazadas que funciona solamente en un hospital en la capital del país.

## Enfermedades de transmisión sexual
Debido a la baja calidad de educación sexual en Honduras la tasa de Infecciones por transmisiones sexuales en el país es una de las más altas en Latinoamérica,
Esta deficiencia en la educación sexual hondureña ha permitido que muchos pederastas se aprovechen de la ignorancia e inocencia de los menores para cometer sus crímenes sexuales sin han aprovechado esa falta de educación en estos temas.

## Crímenes sexuales en Honduras
La falta de educación sexual ha llevado a que se comentan muchos crímenes sexuales por parte de personas adineradas, religiosos y extranjeros. Debido a la falta de educación en estos temas, la mayoría de crímenes sexuales en Honduras no son reportados y a falta de justicia en el país, muchos violadores asesinan a sus víctimas sabiendo que no serán perseguidos ni enjuiciados.
Las víctimas de los agresores sexuales en Honduras son por lo general menores de edad, debido a su poca capacidad de defensa tanto física como intelectual y son hechos llevados a cabo en su mayoría por familiares (aprovechándose de la incapacidad económica de los menores) o personas del entorno.
Sumado a la escasa formación infantil y paternal en cuanto a estos temas también existe el factor monetario, en el que, debido a los escasos recursos económicos las personas suelen no denunciar ni llevar a juicio a los criminales, aun cuando los gastos de estos procesos están cubiertos por el estado.
La escasa educación sexual y el ver los actos sexuales como actos prohibidos o reprochables, llevan a las víctimas a no denunciar a los agresores y a la repetición de los actos por parte de los criminales, culminando en embarazo adolescente no deseados donde los violadores suelen no ser castigados debido a la no denuncia de los crímenes sexuales.
La ex-estudiante de magisterio, Riccy Mabel Martínez Sevilla de 19 años, fue violada, mutilada y asesinada por cuatro hombres bajo órdenes del coronel Ángel Castillo Maradiaga. Martínez había ido al Batallón de Comunicaciones a visitar a su novio quien había sido reclutado para el servicio militar obligatorio con el objetivo de solicitar la liberación de su novio. Su cuerpo fue encontrado violado, mutilado y sin vida el 15 de julio de 1991 en las cercanías de un arroyo. Un testigo clave del crimen fue Esteban García, un vendedor de helados, quien afirmó haber visto a la adolescente a bordo de un coche idéntico al del coronel, pero unos días antes de su declaración fue golpeado hasta morir por una pandilla en un aparente robo. Posteriormente exámenes forenses realizados por personal del FBI determinó que el ADN encontrado en 30 mililitros de semen encontrados en el cadáver pertenecía al coronel Ángel Castillo Maradiaga, por lo que fue condenado a 16 años de prisión. Con este caso inicia el proceso de desmilitarización de Honduras y elimina la impunidad que tenían los militares en el país. A los 10 años de su ingreso a prisión el coronel fue puesto en libertad con el silencio casi total de la prensa nacional. En los gobiernos de Porfirio Lobo Sosa y Juan Orlando Hernández se ha intentado dar poder al ejército y militarizar el país, nuevamente. El actual presidente de Honduras ha insistido en que se debe militarizar al país.
En 2004 el británico Bruce Harris, ex-director de Casa Alianza fue despedido luego de la denuncia de servicios sexuales pagados a un menor que residía en uno de los albergues de Casa Alianza en un hotel de Tegucigalpa.

En noviembre de 2012 se detuvo a Hermes Geovanny Gómez Chinchilla, un mayor de las fuerzas armadas, acusado de pornografía infantil, relaciones sexuales remuneradas y violación especial, luego de una denuncia en la que se le acusaba de abusar sexualmente de varias menores de edad.
En Honduras han sido asesinados 9 mil menores de 23 años en los últimos 15 años, siendo en su mayoría menores provenientes de familias pobres y con escasa educación, teniendo a su vez escasos medios para la investigación, denuncia y el llevar a juicio a los criminales; debido a esto y a la inacción del estado, el número de crímenes contra menores de edad continua en aumento
, cada 10 horas asesinan a un menor de edad en Honduras.
Los casos de asesinatos de mujeres en Honduras se dan cada vez con más violencia y la ineficacia policial, legal y judicial permite que estos crímenes continúen en ejecuciones diarias en desarrollos rápidos en los que los criminales matan, torturan y asesinan a las víctimas cada trece horas. Entre 2002 y 2013 han sido asesinadas 3600 mujeres en Honduras sin ser detenidos, capturados, investigados ni enjuiciados.
El 25 de febrero de 2014 se produjo uno de los crímenes contra mujeres más salvajes registrados hasta la fecha: una mujer no identificada, fue torturada, luego le amarraron desde su piernas a su nuca quebrando totalmente sus extremidades inferiores y posteriores hacia atrás hasta romperla al parecer con un artefacto de presión quedando casi irreconocible, finalmente fue enrollada en una sabana y fue tirada desde un carro en marcha en la colonia Las Torres de Comayagüela, finalmente como ocurre con la mayoría de estas víctimas fue llevada a la morgue donde hasta la fecha no ha aparecido ningún familiar a reconocerla.
En marzo de 2014 fue desmantelada por el Grupo de Operaciones Especiales Tácticas (GOET) una red de criminales sexuales que llevaban a menores de edad a casa del estadounidense Cristopher Glenn, en Comayagua. Glen operaba una red de prostitución de menores en el país. El hondureño Juan Ángel Velásquez fingía ser sacerdote y celebraba bodas falsas entre el estadounidense y las menores de edad. El falso sacerdote celebró bodas con cinco menores de edad y el norteamericano alegaba ser árabe y estar casado con diez esposas. Durante el allanamiento a la vivienda se encontraron grabaciones de las bodas. Ambos criminales visitaban comunidades rurales para contratar a menores de edad como niñeras y trabajadoras domésticas aprovechándose de la extrema pobreza de las familias, ofreciendo dinero a sus padres en pago, violentando a su vez la prohibición de trabajos en menores de edad. De esta forma las menores eran abusadas y grabadas y estas imágenes eran vendidas en Internet. Posteriormente con ayuda de detectives de Estados Unidos fueron rescatadas 20 menores que se mantenían en una vivienda en contra de su voluntad.
Honduras se ha caracterizado por ser un país con una cultura machista, donde el hombre es una figura central tanto en el hogar como en las empresas y el gobierno y en donde la mujer y los niños son relegados a un segundo plano. 
En 2011 Honduras deportó a James Gordon Leonard a Estados Unidos.

Los crímenes sexuales en Honduras son tan altos debido al bajo presupuesto que mantienen tanto la Corte Suprema de Justicia de Honduras, el ministerio público y el Congreso Nacional de Honduras, la baja cualificación del personal y el bajo acceso a los recursos limita la mejora de leyes, aumento de juicio, prevención y apoyo de las víctimas de estos crímenes.
En mayo de 2014 Rita Interiano Calderón, una copaneca de 22 años fue abusada sexualmente por su exmarido; ante la negativa de la violación el agresor le corto ambas manos con un machete.

### Abuso sexual intrafamiliar
Debido al trato del sexo como un tema tabú o prohibido tanto en el ámbito familiar como escolar, los niños pasan a ser los más vulnerables y víctimas de abusadores debido al desconocimiento y falta de comunicación sobre temas sexuales y por lo tanto el desconocimiento de como evitar, denunciar o defenderse ante estos abusadores, que muy a menudo suelen estar en la familia o incluso en algunas ocasiones son los mismos padres quienes las abusan por años, en muchos casos hasta dejarlas embarazadas de uno o más hijos, llegando incluso a intercambiarlas con otros padres, debido al silencio familiar en estos temas. En otras ocasiones son las mismas personas encargadas a cargo de las instituciones que les cuidan, entre ellas, Casa Alianza.

### Acoso psicológico
El acoso psicológico es utilizado por los agresores en tres formas;
- Como escudo contra las denuncias, debido a las creencias de las víctimas que serán mal vistas luego de reconocerse agredidas sexualmente. El acoso psicológico es otro factor por los que los crímenes sexuales suelen quedar sin castigo en el país, esto comienza desde el momento en que se ven los actos sexuales como algo prohibido, seguido de la falta de educación en estos temas, por lo que las mujeres no denuncian estos crímenes para evitar ser tachadas como ultrajadas. Es así, como la no denuncia prevalece en el país, debido a que el denunciar conlleva a ser visto como el culpable del acto o la criminalización de la víctima haciéndola ver como responsable y no como agredida. De esta forma los acosadores y violadores sexuales actúan impunemente y continúan agrediendo más víctimas.

- La agresión sexual es utilizada como arma al amenazar con decir o publicar la violación con la familia o en los medios para continuar sus agresiones a costas del silencio y abuso de las víctimas

- y además es una extensión del abuso, ya no solo sexual si no también emocional de las víctimas, el silencio de las víctimas en casos extremos lleva a las víctimas al suicidio por acoso debido a la presión y depresión por los abusos y a la publicación de los acosos.

Mediante la reforma al Código Penal se castiga con mayor rigor los actos de acoso sexual en la calle, entendiendo por tales actos, el dirigirse a una mujer en forma soez o con proposiciones irrespetuosas o actitudes ofensivas al pudor. Sin embargo,  todavía no se genera una cultura de intolerancia hacia estos hechos por lo que no se denuncian. El hostigamiento sexual en los centros de trabajo y de estudio se criminaliza hasta 1997 y hace referencia a las represalias del superior jerárquico que se siente rechazado por la subalterna. Estas represalias consisten en negación de ascensos o de salarios, mayor carga laboral, descalificaciones, malas notas en los exámenes, etc.
A pesar de que se dan miles de crímenes sexuales en Honduras, la no denuncia prevalece, tanto es así que en 2012 fue la primera vez que se condenó a una persona por acoso sexual en Honduras.

### Tratamiento psicológico de las víctimas de abusos
Si bien el cuidado de la niñez y la mujer en Honduras es dejada en segundo plano, igual lo es la persecución de los criminales, peor aún, las víctimas de estos abusos carecen de tratamiento psicológico gratuito tanto preventivo como posterior los abusos, mucho menos existe la atención social y seguimiento del estado de las víctimas. El estado no solo no garantiza la seguridad de los niños y las mujeres, sino también se hace irresponsable del tratamiento de estas víctimas aun cuando el dinero que maneja proviene de los impuestos que pagan todos los hondureños.
Instituto Hondureño de la Niñez y la Familia (IHNFA) ha establecido convenios con Casa Alianza debido al elevado número de denuncias en la línea telefónica 111 donde los niños y personas víctimas de abuso pueden presentar su denuncia. Aun así las víctimas de abusos carecen de centros de tratamiento de las víctimas y defensa de las agresores, de esta forma las denuncias aumentan, pero la situación de las víctimas continua igual.
En San Pedro Sula inicia operaciones en 2013 una pequeña oficina donde se les da tratamientos médicos para tratar las enfermedades adquiridas a los cientos de víctimas en el municipio, pero cuenta con personal, espacio y tecnología insuficiente para manejar la problemática.